# Grumbler et fils
Grumbler et fils est la trente-troisième histoire de la série Les Tuniques bleues de Lambil et Raoul Cauvin. Elle est publiée pour la première fois du no 2803 au no 2812 du journal Spirou, puis en album en 1992.

## Résumé
Blutch et Chesterfield se rendent chez une communauté mormone de l'Utah, avec pour mission de les convertir à la monogamie, la polygamie étant illégale. Mais les fils Grumbler, des fermiers, s'en prennent aux Mormons, alors que la source de tous leurs problèmes est que le Père Grumbler n'arrive pas à faire travailler ses fils aux champs et le matériel se dégrade tout seul. Voulant garder son honneur, il accuse donc les Mormons qu'il considère comme la source de ses problèmes.
Pendant que Chesterfield parlemente avec les Mormons, sans grand succès, Blutch s'intéresse à la famille Grumbler. Et c'est grâce à lui que le père réussira à mettre ses fils au travail en les menaçant avec une arme et en jouant sur leurs centres d'intérêt (alcool, maison close, etc.).
Mais une surprise de taille attend le caporal : Chesterfield s'est laissé convaincre de rejoindre la communauté mormone. Refusant de laisser le sergent s'engager dans une voie qu'il estime inappropriée pour ce dernier, Blutch va tout faire pour le ramener à la raison, avec l'aide des Grumbler.

## Personnages
- Sergent Chesterfield
- Caporal Blutch